# Arikarowie

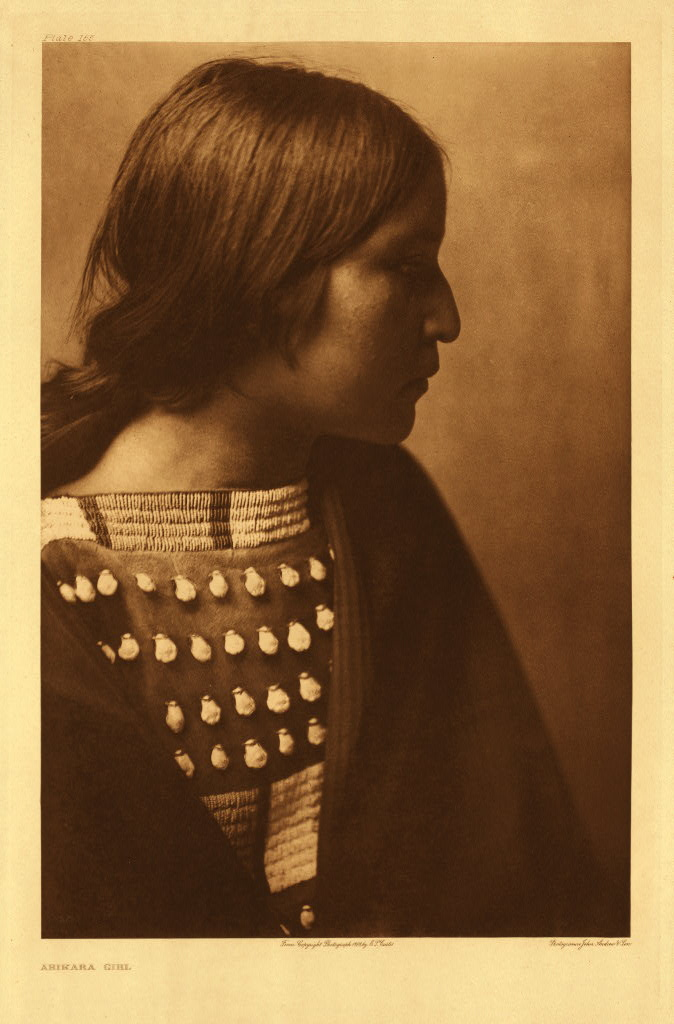
Dziewczyna Arikara. Sepia, 1909. Z tomu nr 5 kolekcji The North American Indian 2228 fotografii Indian autorstwa Edwarda S. Curtisa. W zbiorach cyfrowych Library of Congress

Arikarowie – plemię Indian Ameryki Północnej z grupy Kaddo, spokrewnione z Paunisami, wśród białych osadników znane również jako „Arickaree” lub „Ree”. Słowo „Arikara” znaczy tyle co „rogi” lub „jeleń” i ma związek ze sposobem układania włosów wzwyż po dwóch stronach głowy w oparciu o odpowiednio umocowane grzebienie.

## Historia
Arikarowie pochodzili z regionu Platte Valley w Nebrasce. Przy pierwszym zetknięciu z białymi byli bardzo agresywni i niebezpieczni. Przez dłuższy czas byli sprzymierzeńcami Mandanów i Hidatsów. Walki z Dakotami i epidemie czarnej ospy zdziesiątkowały ich wojowników. Później stali się tak nieliczni, że wymieniano ich wśród tzw. „Indian z Fortu Berthold”.
Byli rolnikami, wyspecjalizowanymi w produkcji miniaturowej kukurydzy. Kukurydza odgrywała w ich życiu niezmiernie ważną rolę, z którego to powodu nazywali ją „matką” – dawczynią życia. Byli znakomitymi pływakami zdolnymi do obezwładnienia bizona podczas forsowania rzeki przez stado. Mieszkali w ziemiankach budowanych na prerii. W II połowie XIX wieku oddali znaczne przysługi US Army jako zwiadowcy podczas ostatnich walk z Dakotami. Ze szczególnym upodobaniem wykorzystywał ich jako zwiadowców generał George Armstrong Custer. W zamian za swe usługi Arikarowie w 1900 uzyskali obywatelstwo Stanów Zjednoczonych.
Budowa tamy Garrisona w latach pięćdziesiątych XX wieku oraz odkrycie ropy naftowej w Willston spowodowały przymusowe wysiedlenie. W 1980 plemię to liczyło nieco ponad 1500 osób. Obecnie wraz z plemionami Hidatsa i Mandan, mieszkają w rezerwacie Fort Berthold. Miasto Arickaree w hrabstwie Washington w Kolorado nosi imię tego plemienia.